# Bruine elenia
De bruine elenia (Elaenia pelzelni) is een zangvogel uit de familie Tyrannidae (tirannen). Deze vogel is genoemd naar de Oostenrijkse ornitholoog August von Pelzeln.

## Verspreiding en leefgebied
Deze soort komt voor in het Amazonebekken op riviereilanden van de Amazone en haar zijtakken.

## Status
De grootte van de populatie is niet gekwantificeerd maar de soort wordt omschreven als schaars en met een versnipperde verspreiding. Op de Rode lijst van de IUCN heeft deze soort de status niet bedreigd.